# Karen Aabye
Karen Aabye (Kopenhagen, 19 september 1904 - ?, 15 september 1982) was een Deense schrijfster en journaliste. Aanvankelijk werkte ze als freelance journaliste. Van 1932 tot 1936 schreef ze voor Politiken, waarvoor ze correspondente in Parijs en Londen was. Vanaf 1937 schreef ze in de Berlingske Tidende.
In een levendige stijl schreef ze vlotte historische romans :
- Het is een lange weg naar Parijs (1939)
- Het gebeurde bij de Kisumheuvel (1942)
- Martine (1950)
- Het gouden land (1955)